# 安倍紀念公園
安倍紀念公園是台灣的一座公園，坐落於高雄市鳳山區紅毛港保安堂前的空地，為紀念前日本首相安倍晉三而設立。

## 歷史
2025年4月29日，安倍紀念公園正式揭牌，出席揭牌儀式者包括日本自民黨籍眾議員高市早苗、高雄市副市長李懷仁、民主進步黨籍立委賴瑞隆、許智傑等人。
來公園參訪過的日本政治人物包括西村康稔、簗和生和加藤竜祥。